# Trave Vierendeel

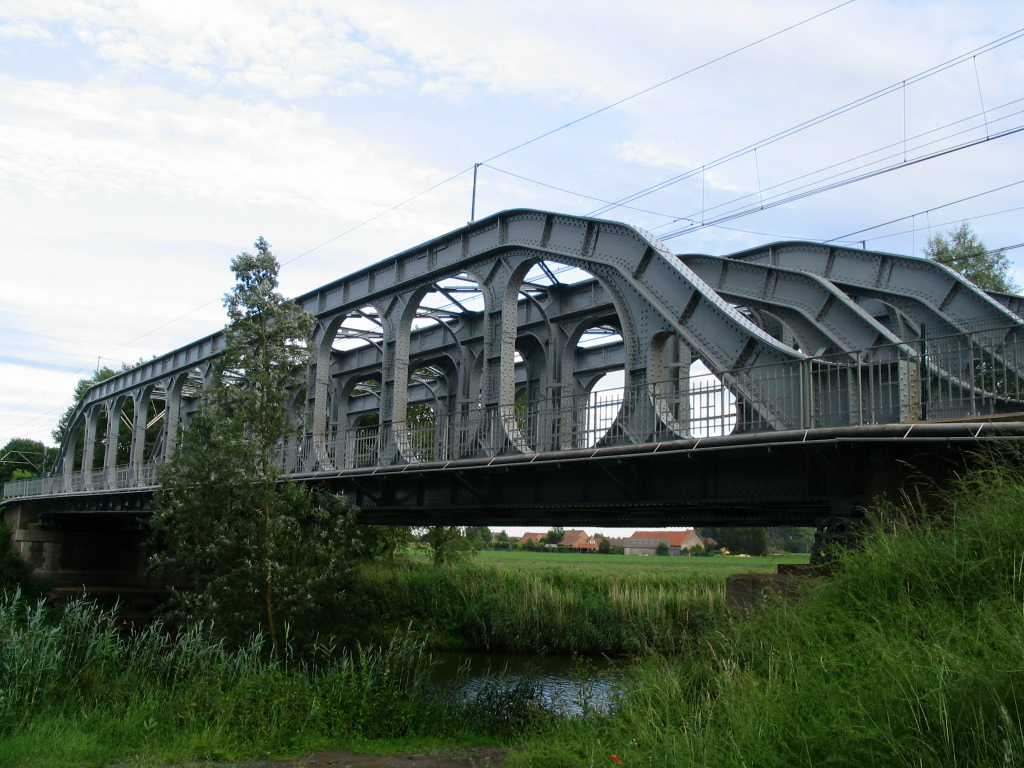
Un ponte tipo Vierendeel

La trave Vierendeel è una trave senza elementi diagonali.
Tale tipo di trave, così denominata dall'ingegnere belga Arthur Vierendeel che la brevettò, è infatti una trave inflessa piana, risolta senza diagonali. Essa viene realizzata direttamente in cantiere saldando i profilati a "doppio T" trattati, come ogni elemento strutturale in acciaio, con opportuno prodotto antiossidante. È prevalentemente utilizzata in strutture miste nelle quali c'è interazione tra costruzioni in acciaio e in cemento armato.
Di solito la trave Vierendeel ha due correnti paralleli e montanti posti perpendicolarmente ai correnti, mentre negli appoggi è realizzata in modo tale da chiudere il triangolo statico (si veda la figura).
A causa delle diagonali mancanti, nelle travi Vierendeel i nodi si devono progettare in modo da trasmettere momenti flettenti mentre negli altri tipi di capriata i nodi sono considerati delle cerniere. Infatti la maglia triangolare è nel suo insieme indeformabile anche se sono ammesse rotazioni nei nodi mentre quella rettangolare non lo è e quindi l'indeformabilità viene garantita con giunzioni in grado di impedire la rotazione reciproca tra le aste. I momenti flettenti presenti nei montanti e nei correnti, oltre che nei nodi, sono localmente molto elevati e determinano in modo essenziale le dimensioni delle sezioni.
In confronto ad una trave reticolare a maglie triangolari avente la stessa campata e la stessa altezza la trave Vierendeel è, perciò, nettamente più pesante e costosa. D'altra parte tali travi presentano una linea armonica e un'alta qualità della forma, apprezzabile da un punto di vista estetico. Un'altra caratteristica utile della trave Vierendeel è che, data la forma regolare delle maglie, si presta maggiormente ad essere tamponata con finestre nel caso sia utilizzata come trave-parete.

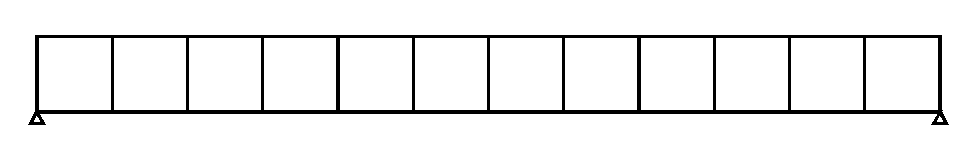
Schema di travatura Vierendeel